# Myrmecaelurus aequalis
Myrmecaelurus aequalis är en insektsart som först beskrevs av Navás 1931.  Myrmecaelurus aequalis ingår i släktet Myrmecaelurus och familjen myrlejonsländor. Inga underarter finns listade i Catalogue of Life.